# Bucida ophiticola
Bucida ophiticola là một loài thực vật thuộc họ Combretaceae. Đây là loài đặc hữu của Cuba. Chúng hiện đang bị đe dọa vì mất nơi sống.